# 王椿 (北魏)
王椿（479年—540年），表字元寿，太原郡晋陽县人，北魏、东魏官员。王叡之子，王袭之弟。

## 生平
王椿年幼时蔭父官担任秘書中散。481年（太和五年），父亲去世，他丁忧去职。後任羽林監、謁者僕射，为母丁忧解任。504年（正始元年），担任中散。後出为太原郡太守，加号鎮遠将軍，因事連座免官。王椿有宏壮宅邸、僮僕千余人、声妓侍奉，生活自適。有人劝他出仕，他笑而不答。正光年間，元叉建設明堂、辟雍，让王椿担任将作大匠，王椿称病固辞。
孝昌年間，尔朱荣因汾州胡族叛乱，让王椿担任征虜将軍、都督，去安抚汾胡。汾胡服其声望，表示归顺。事平后，王椿任右将軍、太原郡太守。528年（建義元年），以擁立魏孝庄帝之功，封遼陽县開国子。進爵真定县開国侯。担任持節、右将軍、華州刺史。转任使持節、散騎常侍、殷州刺史。530年（建明元年），长广王元曄即位，王椿任都官尚書，固辞不受。永熙年間，行冀州事。不久，改任使持節、散騎常侍、車騎将軍、瀛州刺史。当时有風雹災異，魏孝武帝下诏征求意見。王椿上疏认为，風雹之害是上天譴责、应该礼遇、任用賢士，使百姓休养生息。
東魏天平末年，他回到太原郡故乡，移住尔朱荣旧宅。时人说：“此乃太原王（尔朱荣）宅，岂是王太原宅。”高欢入居晋陽，对王椿表示敬意、礼遇。後王椿年老有病，因太原是高欢霸府，于是寓居趙郡西鯉魚祠山。540年（興和二年）春，去世。享年六十二岁。追贈使持節、都督冀瀛二州諸軍事、驃騎大将軍、尚書左僕射、太尉公、冀州刺史。諡文恭。

## 家庭

### 妻
- 魏氏，魏悦次女。永安年間封南和县君，東魏元象年間去世，贈鉅鹿郡君

### 子
- 王椿无子，以兄长的孫子王叔明为後嗣。王叔明官至太尉参軍事、儀同開府祭酒，在晋陽去世。王叔明无子，以弟弟的儿子王暄为後嗣。